# Congrès universel d'espéranto de 1920
Pour un article plus général, voir Congrès universel d'espéranto.
Le congrès universel d’espéranto de 1920 est le 12e congrès universel d’espéranto, organisé en août 1920, à La Haye aux Pays-Bas. 